# Patricia Krenwinkel
Patricia Dianne Krenwinkel (Los Ángeles, California, 3 de diciembre de 1947) es una asesina estadounidense y una exseguidora del grupo de Charles Manson conocido como «La Familia Manson». Durante su tiempo con el grupo de Manson, era conocida por varios alias como "Big Patty", "Yellow", "Marnie Reeves" y "Mary Ann Scott", pero en «La Familia Manson» era más comúnmente conocida como "Katie".
Tras la muerte de su compañera del grupo de Manson en 2009, Susan Atkins (conocida como Sadie), Krenwinkel es ahora la reclusa mujer que más tiempo lleva encarcelada en el sistema penal de California.

## Biografía
Patricia Krenwinkel nació el 3 de diciembre de 1947, en Los Ángeles, California. Su padre era vendedor de seguros y su madre ama de casa. Asistió a la Escuela Preparatoria University y al Bachillerato de Westchester (Westchester High School). Krenwinkel era a menudo intimidada en la escuela por otros estudiantes, sufría de baja autoestima, y con frecuencia era objeto de burlas por su sobrepeso y por un crecimiento excesivo del vello corporal causado por una condición endocrina.
Después de que sus padres se divorciaron, Krenwinkel, de 17 años, permaneció en Los Ángeles con su padre hasta que se graduó del Bachillerato de Westchester. Durante un tiempo dio clases de Catecismo y consideró convertirse en monja. Ella decidió asistir a la universidad jesuita, Spring Hill College, en Mobile, Alabama. Dentro de un semestre, sin embargo, Krenwinkel se retiró y regresó a California, quedándose en el apartamento de su media hermana en Manhattan Beach, donde consiguió un trabajo de oficina como empleada de procesamiento.

## La Familia Manson
Ella conoció a Charles Manson en Manhattan Beach en el verano de 1967, junto con Lynette Fromme y Mary Brunner, que ya eran conocidas como las "Chicas de Charlie". En entrevistas posteriores, Krenwinkel declaró que tuvo relaciones sexuales con Manson la primera noche que se conocieron, y que fue la primera persona que le dijo que era hermosa. Hipnotizada por el carisma de Manson y hambrienta de atención, decidió ir a San Francisco con él y las otras dos chicas, dejando atrás su apartamento, automóvil, y el último recibo de sueldo.
A medida que la familia Manson creció, Katie (como se conocía hasta entonces a Krenwinkel) y los demás fueron en un viaje de drogas y sexo durante 18 meses por el oeste estadounidense en un viejo autobús escolar. Ella contaría con posterioridad una versión idealizada de los primeros días de «La Familia Manson»: "Estábamos al igual que ninfas y criaturas de la madera que les gustaría correr por el bosque con flores en el pelo, y Charles tendría una pequeña flauta". En el verano de 1968, Krenwinkel y otra miembro de «La Familia Manson», Ella Bailey, fueron a hacer autostop alrededor de Los Ángeles cuando uno de los miembros de los The Beach Boys, y su fundador Dennis Wilson, las recogió. Después de haber sido invitadas a su casa mientras él continuó realizando una sesión de grabación, Krenwinkel y Bailey fueron capaces de ponerse en contacto con «La Familia Manson» para informarles de su nueva "guarida". Cuando Wilson regresó más tarde esa noche, se encontró con Manson y el resto de "La Familia" comiendo su comida, durmiendo en sus habitaciones, con una fiesta dentro y fuera de su casa. Después de causar problemas financieros a Wilson, Manson y el resto de "La Familia" salieron de su mansión por orden del mánager del artista.
Después de que el movimiento hippie terminó en 1969 «La Familia Manson», Krenwinkel entre ellos, decidieron vivir en aislamiento del resto de la sociedad. Convencieron al ciego y viejo George Spahn para permitirles vivir en su propiedad, y se reunieron en el Rancho Spahn en las colinas sobre el Valle de San Fernando. Krenwinkel actuó como una figura materna para varios de los hijos naturales de «La Familia Manson», unos venidos con sus madres y otros fruto de su práctica del amor libre, y fue vista como una seguidora intensa y fiel de Charles Manson.

## Asesinatos

### Asesinatos Tate-LaBianca
Patricia Krenwinkel es una de los participantes en los asesinatos infames del 9 de agosto de 1969 de la 10050 de Cielo Drive, el hogar de la actriz Sharon Tate y el director Roman Polanski. Después de que otro miembro de «La Familia Manson», Charles "Tex" Watson disparó y mató al adolescente Steven Parent en su automóvil a la entrada de la propiedad, Watson, Susan Atkins, y Krenwinkel entraron en la casa, sorprendiendo a todos en el interior. Cuando sobrevino el caos, Patricia Krenwinkel arrastró a Abigail Folger de su habitación a la sala de estar, luchando con ella, y la apuñaló. Cuando Folger intentó escapar tras la primera ronda de apuñalamientos, se dijo que Patricia la persiguió mientras corría afuera gritando. De acuerdo con Krenwinkel, ella tiró a Folger al suelo y la siguió apuñalando; la víctima le rogó diciendo, "Detente, ya estoy muerta". Krenwinkel continuó apuñalándola tan brutalmente que el camisón blanco de Folger fue encontrado totalmente rojo de sangre por los investigadores de la policía al día siguiente. Después de apuñalar a Folger, Krenwinkel volvió a entrar y convocó a Watson, quien también apuñaló a Folger. 
Manson no quedó satisfecho pues las víctimas habían entrado en pánico, así que la noche siguiente volvieron a salir para que el líder les dijera cómo se hacía Además de Watson, Atkins y Krenwinkel, también iban el propio Manson, Leslie Van Houten y Steve Grogan. Se detuvieron ante otra casa grande y algo apartada, en Waberly Drive, Los Feliz. Allí residían Leno LaBianca (1925-1969), propietario de una cadena de supermercados, y su esposa Rosemary (1929-1969). Charles Manson, acompañado de Tex Watson, entró y maniató al matrimonio, asegurándoles que no les pasaría nada si se mostraban tranquilos. Luego salió y ordenó a Krenwinkel y Van Houten entrar y seguir las órdenes de Watson. Mientras Watson lo apuñalaba en la sala de estar, Rosemary oyó las quejas de su marido desde el dormitorio y trató de defenderse mientras Van Houten la sujetaba y Krenwinkel la apuñalaba. Pero su cuchillo de cocina no era muy efectivo y Watson llégo para ayudarle con el suyo de caza. Van Houten quedó paralizada y Watson le dijo que también tenía que actuar. Se acercó a la mujer tendida y le propinó 14 puñaladas más en la parte baja de la espalda y los glúteos. Mientras el joven se duchaba, Krenwinkel escribió en las paredes con la sangre del señor LaBianca: RISE (Alzáos), Death to pigs (Muerte a los cerdos) y en la puerta de la nevera HEALTER SKELTER (Mal escrito), pues en la cocina cogió un tenedor y un cuchillo de trinchar y dio varias punzadas al cadáver de Leno antes de dejar el tenedor clavado en su estómago y el cuchillo en la garganta. Se llevaron algunos alimentos y jugaron con los perros de las víctimas antes de regresar andando al Rancho Spahn.

## Condena
Krenwinkel fue declarada culpable de todos los cargos y condenada a muerte el 29 de marzo de 1971. Ella, Atkins y Van Houten, fueron transferidas de Los Ángeles al Instituto para Mujeres de California (CIW), cerca de Corona, California. 
La sentencia de muerte impuesta a Krenwinkel (así como a Manson, Watson, Atkins y Van Houten) fueron automáticamente conmutadas a cadena perpetua después de que el Tribunal Supremo de California por el caso People v. Anderson tomara la decisión de invalidar todas las penas de muerte impuestas en California antes de 1972. Al comienzo de su nueva vida en la cárcel, Krenwinkel se mantuvo leal a Manson y a La Familia, pero con el tiempo comenzó a separarse de ellos. Al distanciarse de Manson ha mantenido un registro perfecto en la prisión, y recibió una licenciatura en Servicios Humanos de la Universidad de La Verne. Ella es miembro activo de programas penitenciarios tales como Alcohólicos Anónimos y Narcóticos Anónimos y junto con estos compromisos, ella también ha enseñado a presos analfabetos a leer y escribir. Según se informa, Krenwinkel escribe poesía y música, toca la guitarra, juega en un equipo de voleibol de la cárcel y da clases de baile a las reclusas.
En una entrevista concedida en 1994, Krenwinkel declaró: Me despierto cada mañana sabiendo que soy una destructora de lo más preciado, que es la vida, y lo hago porque sé que es lo que merezco, despertar cada mañana y saberlo, también expresó su remordimiento por el asesinato de Abigail Folger: Era una mujer joven, tenía padres. Se suponía que viviría una vida y sus padres nunca deberían verla muerta. Aseguró que Manson era un mentiroso y que en el grupo no se hacía nada sin su permiso expreso.